# HD 63308
HD 63308，又名CD-39 3587，SAO 198424、HR 3025，是一颗恒星，视星等为6.57，位于銀經254.36，銀緯-7.54，其B1900.0坐标为赤經7h 43m 6.5s，赤緯-39° -7.54′ 50″。